# Sacra Conversación (Bellini)
La Sacra Conversación, también conocida como Pala de san Job, es una de las obras más conocidas del pintor renacentista italiano Giovanni Bellini. Se conserva en la Galería de la Academia de Venecia, en Italia. Está realizado al temple sobre tabla. Fue pintado hacia 1487-1488. Marco Antonio Cocio Sabelico en su obra ‘De Urbe Sito’ afirma que esta es la obra más famosa de Bellini. Es una obra de gran tamaño: mide 468 cm de alto y 255 cm de ancho. Las figuras tienen un tamaño casi natural. Se realizó para la iglesia parroquial de San Giobbe, donde estaba enmarcada en mármol. Se trata de una composición triangular, con gran luminosidad y colorido.
Tiene como tema la "sagrada conversación", con una reunión de santos en torno a la Virgen en majestad, con el Niño en los brazos y rodeada de santos. A la derecha se distingue un san Sebastián. A los pies de María, delante del trono, hay unos ángeles músicos.
El marco arquitectónico en el que se desarrolla es una bóveda de cañón con artesonado. Al fondo, hay un ábside circular.
La luz que baña el cuadro arranca reflejos dorados de los mosaicos, dejando otras zonas en penumbra. Aunque se nota la influencia de Antonello da Messina, lo cierto es que esta típica luz de Bellini envuelve los volúmenes y humaniza la escena representada.